# إيفان كنتين
إيفان كنتين (مواليد 2 مايو 1970) هو لاعب كرة قدم متقاعد. لعب مع منتخب سويسرا لكرة القدم. سبق له أن لعب في كأس العالم لكرة القدم مع منتخب بلاده.

## مسيرته الكروية
لعب إيفان كنتين خلال مسيرته الاحترافية مع 3 أندية في خمسة عشر موسمًا وسجل خلالها 7 أهداف ضمن 332 مباراة. حيث فاز في خمسة مواسم بالكأس وفي موسمين بالدوري.
خاض إيفان كنتين مسيرته مع نادي سيون في موسم 1989–90 في المرة الأولى ليلعب معه تسعة مواسم ثم في موسم 2003–04 لمدة موسم واحد، مشاركًا طوالها في 198 مباراة سجل خلالها 5 أهداف. ثم انتقل إلى نادي نوشاتل زاماكس في موسم 1998–99 لمدة موسم واحد، حيث شارك في 13 مباراة ولم يسجل أي هدف. لينتقل بعدها إلى نادي زيورخ في موسم 1999–00 ليلعب معه أربعة مواسم، مشاركًا في 121 مباراة سجل خلالها هدفين.

## وصلات خارجية
- إيفان كنتين على موقع الاتحاد الدولي (مؤرشف)  (الإنجليزية)
- إيفان كنتين على موقع قاعدة بيانات كرة القدم.إي يو (الإنجليزية)
- إيفان كنتين على موقع ناشيونال فوتبول تيمز (الإنجليزية)
- إيفان كنتين على موقع Soccerway.com (الإنجليزية)